# Liz Trotta
Pour les articles homonymes, voir Trotta.
Elizabeth Trotta, née le 28 mars 1937, est une journaliste américaine et commentatrice. 

## Biographie
Trotta est née à New Haven, Connecticut. Ses parents, Gaetano "Thomas" Trotta, un pharmacien à succès, et Lillian Theresa Mazzacane, étaient tous deux catholiques qui avaient émigré d'Italie. Trotta avait une sœur, Mary L. Juba, décédée en 2002.
Trotta est un contributeur de Fox News et l'ancien chef du bureau de New York du Washington Times. Elle a commencé sa carrière en 1965, couvrant la guerre du Vietnam en tant que correspondant de guerre pour NBC News et travaillant plus tard pour CBS News. Trotta a enseigné le journalisme au Stern College de la Yeshiva University. Elle a remporté trois prix Emmy et deux prix Overseas Press Club, et est diplômée de la Columbia University Graduate School of Journalism. Trotta est également titulaire d'un baccalauréat en littérature anglaise de l'Université de Boston.
Elle est lauréate d'un Emmy Award.
Elle est l'auteur d'un ouvrage sur l'apôtre Jude (Saint-Jude).

## Filmographie
- 2017 : Le Secret des Kennedy

## Publications
- Saint Jude, le patron des prières impossibles, Le jardin des livres, 2005.